# Giraffenaffen
Giraffenaffen ist eine Serie von Kinderliederalben, Kinderbüchern und Hörspielen. Auf den Alben interpretieren verschiedene deutschsprachige Künstler bekannte Kinderlieder neu.

## Alben
Im folgenden Abschnitt sind alle veröffentlichten Alben der Giraffenaffen-Reihe mit deren Titelliste und den dazugehörigen Interpreten aufgeführt. Treten manche Interpreten oder Lieder öfter in Erscheinung ist dies mit Anzahl in Klammer () gekennzeichnet.
Ein Teil der Einnahmen des Albums Giraffenaffen (2012) ging an das Kinder- und Jugendwerk Die Arche.
Am 22. Juli 2016 veröffentlichte das fiktive Hip-Hop-Trio Giraffenaffen Gang bestehend aus Boris Beat, Karo Klaro und MC Mike sein Debütalbum Nö mit Ö!. Im Gegensatz zu anderen Giraffenaffenalben waren keine bekannten Künstler beteiligt.
Die Giraffenaffen Box (2019) beinhaltet die ersten fünf Alben der regulären Samplerreihe, nicht enthalten ist das Album Giraffenaffen Gang – Nö mit Ö!.

### Titel
| #                                                   | Künstler                                   | Titel                                             | Dauer |
| --------------------------------------------------- | ------------------------------------------ | ------------------------------------------------- | ----- |
| Giraffenaffen (2012)                                |                                            |                                                   |       |
| 01                                                  | Roger Cicero (1)                           | Wir sind da (Giraffenaffensong)                   | 3:21  |
| 02                                                  | Chima                                      | Hejo, spann den Wagen an                          | 3:34  |
| 03                                                  | Thomas D (1) & Roman Lob                   | Hätt’ ich Dich heut’ erwartet                     | 3:15  |
| 04                                                  | Flo Mega                                   | Der, die, das                                     | 2:27  |
| 05                                                  | Das Gezeichnete Ich                        | Grün, grün, grün                                  | 3:11  |
| 06                                                  | Glasperlenspiel (1)                        | Weißt du, wie viel Sternlein stehen               | 3:52  |
| 07                                                  | Ulla Meinecke                              | Was müssen das für Bäume sein                     | 3:35  |
| 08                                                  | Lena (1)                                   | Seeräuber-Opa Fabian                              | 2:00  |
| 09                                                  | Dendemann (1)                              | Manah Mannah                                      | 2:44  |
| 10                                                  | Max Mutzke                                 | Einfach genial                                    | 3:05  |
| 11                                                  | Roger Cicero (2)                           | Die Affen rasen durch den Wald                    | 3:04  |
| 12                                                  | Mono & Nikitaman                           | Doof gebor’n ist keiner                           | 2:32  |
| 13                                                  | Tingvall Trio (1) & Nika                   | Idas Sommerlied (1)                               | 3:37  |
| 14                                                  | Götz Alsmann                               | Der Mond ist aufgegangen                          | 3:39  |
| 15                                                  | The BossHoss                               | Old McDonald                                      | 4:57  |
| 16                                                  | Culcha Candela                             | Meine Oma fährt im Hühnerstall Motorrad           | 4:02  |
| 17                                                  | Annett Louisan (1)                         | La-Le-Lu                                          | 3:14  |
| Giraffenaffen 2 (2013)                              |                                            |                                                   |       |
| 01                                                  | Isabell Schmidt                            | Immer drei Stufen auf einmal (Giraffenaffensong)  | 3:46  |
| 02                                                  | Jupiter Jones                              | Probier’s mal mit Gemütlichkeit                   | 3:08  |
| 03                                                  | Die Giraffenaffenband                      | Wundertoller Tag                                  | 3:48  |
| 04                                                  | Cassandra Steen                            | Ich geh’ mit meiner Laterne                       | 4:27  |
| 05                                                  | Heinz Rudolf Kunze                         | Es klappert die Mühle am rauschenden Bach         | 2:57  |
| 06                                                  | Johannes Oerding                           | Ich wär so gern wie Du                            | 3:15  |
| 07                                                  | Revolverheld                               | Die alte Hühnermutter                             | 3:38  |
| 08                                                  | Mrs. Greenbird                             | Zwei kleine Wölfe                                 | 3:38  |
| 09                                                  | Max Raabe & Das Palastorchester            | Wer hat Angst vor dem bösen Wolf                  | 2:10  |
| 10                                                  | Blumentopf feat. Adriano Prestel           | Du hast’n Freund in mir (1)                       | 2:44  |
| 11                                                  | Slime                                      | Trau dich                                         | 3:02  |
| 12                                                  | Susanne Blech                              | Drei Chinesen mit dem Kontrabass                  | 2:57  |
| 13                                                  | Phrasenmäher                               | Bruder Jakob                                      | 2:54  |
| 14                                                  | Prag                                       | Ein Männlein steht im Walde                       | 2:58  |
| 15                                                  | Andreas Bourani                            | Guten Abend, gut’ Nacht                           | 3:14  |
| 16                                                  | In Extremo                                 | Herr Winter stammt vom Kaukasus                   | 3:41  |
| 17                                                  | Luxuslärm                                  | Faul sein ist wunderschön                         | 1:50  |
| 18                                                  | LaBrassBanda                               | Hurra, hurra, der Pumuckl ist da                  | 3:01  |
| 19                                                  | Wolfgang Haffner                           | Schlaf, Kindlein, schlaf (1)                      | 3:56  |
| Giraffenaffen 3 (2014)                              |                                            |                                                   |       |
| 01                                                  | Danyiom Mesmer                             | Giraffenaffenzeit                                 | 3:45  |
| 02                                                  | Henning Wehland (1)                        | Hey, Pippi Langstrumpf                            | 3:04  |
| 03                                                  | Stefanie Heinzmann                         | Unter dem Meer                                    | 3:07  |
| 04                                                  | Marquess (1)                               | Auf der Mauer, auf der Lauer                      | 2:47  |
| 05                                                  | Mark Forster (1)                           | Kommt ein Vogel geflogen                          | 2:14  |
| 06                                                  | Lena (2)                                   | Schlaft alle                                      | 2:24  |
| 07                                                  | Eckart & Johannes Strate                   | Der Kuckuck und der Esel                          | 2:13  |
| 08                                                  | Tim Bendzko (1)                            | Nessaja                                           | 4:06  |
| 09                                                  | Pohlmann                                   | Jule wäscht sich nie                              | 2:44  |
| 10                                                  | Beatrice Egli                              | Brüderchen, komm tanz mit mir                     | 2:15  |
| 11                                                  | Anna Depenbusch                            | An de Eck steiht’n Jung mit’n Tüdelband           | 2:14  |
| 12                                                  | Leslie Clio (1)                            | Anne Kaffeekanne                                  | 4:02  |
| 13                                                  | Dendemann (2)                              | Vielen Dank für die Blumen                        | 2:58  |
| 14                                                  | Schandmaul                                 | Wickie                                            | 3:01  |
| 15                                                  | Frida Gold                                 | Trautes Heim                                      | 2:56  |
| 16                                                  | Söhne Mannheims                            | Froh zu sein bedarf es wenig                      | 2:56  |
| 17                                                  | Pascal Finkenauer                          | Schlaf, Kindlein, schlaf (2)                      | 2:58  |
| Giraffenaffen 4 – Winterzeit (2015)                 |                                            |                                                   |       |
| 01                                                  | Glasperlenspiel (2)                        | Das muss wohl der Winter sein (Giraffenaffensong) | 3:53  |
| 02                                                  | Mark Forster (2)                           | Jingle Bells, Schlittenfahrt im Schnee            | 2:52  |
| 03                                                  | Marquess (2)                               | Und Frieden für die Welt                          | 3:22  |
| 04                                                  | Namika                                     | Rudolf, das kleine Rentier                        | 3:04  |
| 05                                                  | Wise Guys                                  | Weihnachtszeit, Kinderzeit                        | 2:31  |
| 06                                                  | Yvonne Catterfeld                          | Winter Wunderland                                 | 2:47  |
| 07                                                  | Noah-Levi Korth                            | Ach, bittrer Winter                               | 2:44  |
| 08                                                  | Henning Wehland (2)                        | Das Katzenlied (ABC, die Katze lief im Schnee)    | 2:36  |
| 09                                                  | Lina Larissa Strahl (1)                    | Lasst uns froh und munter sein                    | 2:44  |
| 10                                                  | Alexa Feser                                | Süßer die Glocken nie klingen                     | 3:18  |
| 11                                                  | Glasperlenspiel (3)                        | Stille Nacht                                      | 3:40  |
| 12                                                  | Wincent Weiss                              | Der kleine Trommler                               | 3:43  |
| 13                                                  | Oonagh                                     | O Tannenbaum                                      | 2:04  |
| 14                                                  | Annett Louisan (2)                         | Leise rieselt der Schnee                          | 3:23  |
| 15                                                  | Tingvall Trio (2)                          | Santa Lucia                                       | 4:42  |
| Giraffenaffen Gang – Nö mit Ö! (2016)               |                                            |                                                   |       |
| 01                                                  | Giraffenaffen Gang                         | Die Giraffenaffen Gang                            | 0:28  |
| 02                                                  | Giraffenaffen Gang                         | Nö mit Ö                                          | 3:06  |
| 03                                                  | Giraffenaffen Gang                         | Pipifax                                           | 3:10  |
| 04                                                  | Giraffenaffen Gang                         | Der Reißverschluss                                | 3:24  |
| 05                                                  | Giraffenaffen Gang                         | Das Navigationsgerät                              | 1:19  |
| 06                                                  | Giraffenaffen Gang                         | So wie Justin                                     | 3:48  |
| 07                                                  | Giraffenaffen Gang                         | Dschungelparty                                    | 3:05  |
| 08                                                  | Giraffenaffen Gang                         | Papayasaft                                        | 1:00  |
| 09                                                  | Giraffenaffen Gang                         | Ein Nilpferd muss aufs WC                         | 3:19  |
| 10                                                  | Giraffenaffen Gang                         | Ich tanz’ überall                                 | 3:23  |
| 11                                                  | Giraffenaffen Gang                         | Spaghetto Rap                                     | 3:01  |
| 12                                                  | Giraffenaffen Gang                         | 10 Sekunden                                       | 0:10  |
| 13                                                  | Giraffenaffen Gang                         | Bleib’ cool                                       | 3:04  |
| 14                                                  | Giraffenaffen Gang                         | Ich weiß…                                         | 3:12  |
| 15                                                  | Giraffenaffen Gang                         | Nachbarn wach                                     | 3:11  |
| 16                                                  | Giraffenaffen Gang                         | Albi Albatros                                     | 1:14  |
| 17                                                  | Giraffenaffen Gang                         | Geht das noch weiter                              | 0:22  |
| Giraffenaffen 5 (2016)                              |                                            |                                                   |       |
| 01                                                  | Sasha                                      | Wie schön, dass du geboren bist (Swing Version)   | 3:06  |
| 02                                                  | Glasperlenspiel (4)                        | Wer hat an der Uhr gedreht?                       | 2:13  |
| 03                                                  | Lina Larissa Strahl (2)                    | Ein Mann, der sich Kolumbus nannt                 | 2:37  |
| 04                                                  | Deine Freunde                              | Die Tante aus Marokko                             | 3:55  |
| 05                                                  | Thomas D (2) & Max                         | Supercalifragilisticexpialigetisch                | 2:41  |
| 06                                                  | Samy Deluxe                                | Funkel, funkel kleiner Stern                      | 2:52  |
| 07                                                  | Soolo                                      | Und ganz doll mich                                | 4:15  |
| 08                                                  | Julian le Play                             | Du hast’n Freund in mir (2)                       | 2:32  |
| 09                                                  | Kerstin Ott                                | Biene Maja (1)                                    | 2:17  |
| 10                                                  | About Barbara                              | Das Lied über mich                                | 3:50  |
| 11                                                  | Alvaro Soler                               | Die schnellste Maus von Mexiko                    | 2:09  |
| 12                                                  | Tonbandgerät                               | Eine Insel mit zwei Bergen                        | 2:49  |
| 13                                                  | Jamie-Lee Kriewitz                         | Wolfslied                                         | 4:01  |
| 14                                                  | Max Giesinger                              | Sandmann, lieber Sandmann                         | 1:55  |
| Giraffenaffen 6 (2020)                              |                                            |                                                   |       |
| 01                                                  | Die Giraffenaffenband                      | Und alle! (Giraffenaffensong)                     | 3:23  |
| 02                                                  | Lina Maly                                  | Mio, mein Mio                                     | 3:42  |
| 03                                                  | Howard Carpendale                          | Das Lied der Schlümpfe                            | 4:21  |
| 04                                                  | Das Lumpenpack                             | Wer will fleißige Handwerker sehen                | 2:43  |
| 05                                                  | Lotte                                      | Im Frühtau zu Berge                               | 2:15  |
| 06                                                  | Nico Santos                                | Wenn du richtig glücklich bist                    | 2:38  |
| 07                                                  | Versengold                                 | Ottokar hat Segelohren                            | 2:35  |
| 08                                                  | Donots                                     | Lied vom Wecken                                   | 3:14  |
| 09                                                  | LEA                                        | Die Gedanken sind frei                            | 3:27  |
| 10                                                  | Roland Kaiser                              | Guter Mond, du gehst so stille                    | 2:57  |
| 11                                                  | Wingenfelder                               | Lottas Krachmacherlied                            | 3:29  |
| 12                                                  | Gestört aber geil                          | Biene Maja (2)                                    | 2:53  |
| 13                                                  | Afrob                                      | Manchmal hab’ ich Wut                             | 2:50  |
| 14                                                  | Marina Marx                                | Zeigt her eure Füße                               | 3:03  |
| 15                                                  | Gil Ofarim                                 | Auf einem Baum ein Kuckuck saß                    | 2:39  |
| 16                                                  | Max Richard Leßmann                        | Bratkartoffellied                                 | 2:22  |
| 17                                                  | Phil Siemers                               | Bunt sind schon die Wälder                        | 3:05  |
| Giraffenaffen 7 – Die große Geburtstagsfeier (2022) |                                            |                                                   |       |
| 01                                                  | Giraffenaffen & “Die Arche” Kinderchor (1) | Na na na (Giraffenaffensong)                      | 3:36  |
| 02                                                  | Stereoact                                  | Der Gorilla mit der Sonnenbrille                  | 3:01  |
| 03                                                  | Nik P.                                     | Das Wandern ist des Müllers Lust                  | 2:50  |
| 04                                                  | Die Amigos                                 | Ich habe einen kleinen Papagei                    | 3:32  |
| 05                                                  | Ross Antony                                | So ein schöner Tag (Fliegerlied)                  | 3:33  |
| 06                                                  | Thomas Anders                              | Kleine Taschenlampe brenn’                        | 3:15  |
| 07                                                  | voXXclub                                   | Hakuna Matata                                     | 3:35  |
| 08                                                  | Jasmin Wagner                              | Vogelhochzeit                                     | 2:29  |
| 09                                                  | Linda                                      | Imse Bimse Spinne                                 | 2:05  |
| 10                                                  | Marie Reim                                 | Heidi (1)                                         | 3:03  |
| 11                                                  | Melissa Naschenweng                        | Von den blauen Bergen kommen wir                  | 2:47  |
| 12                                                  | Marianne Rosenberg                         | Kleine weiße Friedenstaube                        | 2:43  |
| 13                                                  | Sonia Liebing                              | Idas Sommerlied (2)                               | 1:54  |
| 14                                                  | Anna-Maria Zimmermann                      | Der Pavianpopo                                    | 2:35  |
| 15                                                  | Eric Philippi                              | Schnappi, das kleine Krokodil                     | 2:57  |
| 16                                                  | Giraffenaffen & “Die Arche” Kinderchor (2) | 10 Jahre, Fanfare (Geburtstagssong)               | 2:24  |
| Giraffenaffen 8 (2023)                              |                                            |                                                   |       |
| 01                                                  | Dikka (1) feat. Dikki                      | Astronaut                                         | 4:00  |
| 02                                                  | Loi                                        | Let It Go                                         | 3:49  |
| 03                                                  | Eko Fresh                                  | Schön ist es auf der Welt zu sein                 | 2:29  |
| 04                                                  | Michael Schulte                            | Dir gehört mein Herz                              | 2:20  |
| 05                                                  | Leslie Clio (2)                            | Warum bin ich so fröhlich?                        | 2:19  |
| 06                                                  | Alexander Eder                             | Ich bin unterwegs                                 | 3:21  |
| 07                                                  | Philipp Dittberner                         | Jeder kann was anderes supergut                   | 2:53  |
| 08                                                  | Florian Künstler                           | Der Baum des Lebens                               | 3:21  |
| 09                                                  | Madeline Juno                              | Du da im Radio                                    | 2:39  |
| 10                                                  | Juli                                       | Das kleine Küken piept                            | 2:44  |
| 11                                                  | Koljah                                     | Heidi (2)                                         | 1:43  |
| 12                                                  | Il Civetto                                 | Schlaflied für Anne                               | 2:36  |
| Giraffenaffen 9 – Weltreise (2024)                  |                                            |                                                   |       |
| 01                                                  | Giraffenaffen                              | Intro (Die Giraffenaffen fliegen um die Welt)     | 1:36  |
| 03                                                  | Giraffenaffen & Elif                       | Fantasie                                          | 2:05  |
| 05                                                  | Giraffenaffen & Céline                     | Fühlst du die Musik                               | 3:07  |
| 07                                                  | Giraffenaffen & MoTrip & Lary              | So wie du bist                                    | 3:24  |
| 09                                                  | Giraffenaffen & Tim Bendzko (2)            | Du wolltest doch die Welt retten                  | 2:54  |
| 11                                                  | Giraffenaffen                              | Robo-Party                                        | 2:23  |
| 13                                                  | Giraffenaffen                              | Superpower                                        | 2:02  |
| 15                                                  | Giraffenaffen & SDP & Dikka (2)            | Wenn ich groß bin                                 | 2:10  |
| 17                                                  | Giraffenaffen                              | Faul wie ein Faultier                             | 2:44  |
| 19                                                  | Giraffenaffen                              | Schummeltag                                       | 2:16  |
| 21                                                  | Giraffenaffen                              | Lieblingsgang                                     | 3:10  |
| 23                                                  | Giraffenaffen & 1986zig                    | Licht aus                                         | 2:13  |

## Diskografie
| Jahr | Titel Musiklabel                                       | Höchstplatzierung, Gesamtwochen, AuszeichnungChartplatzierungen (Jahr, Titel, Musiklabel, Platzierungen, Wochen, Auszeichnungen, Anmerkungen) | Höchstplatzierung, Gesamtwochen, AuszeichnungChartplatzierungen (Jahr, Titel, Musiklabel, Platzierungen, Wochen, Auszeichnungen, Anmerkungen) | Anmerkungen |
| Jahr | Titel Musiklabel                                       | DE | AT | Anmerkungen |
| ---- | ------------------------------------------------------ | --- | --- | --- |
| 2012 | Giraffenaffen Starwatch                                | DE11 Platin · (30 Wo.)DE | AT36 (5 Wo.)AT | Erstveröffentlichung: 9. November 2012 Verkäufe: + 200.000                                                                          |
| 2013 | Giraffenaffen 2 Starwatch                              | DE13 Gold · (17 Wo.)DE | — | Erstveröffentlichung: 18. Oktober 2013 Verkäufe: + 100.000                                                                          |
| 2014 | Giraffenaffen 3 Starwatch                              | DE11 Gold · (17 Wo.)DE | — | Erstveröffentlichung: 13. November 2014 Verkäufe: + 100.000                                                                         |
| 2015 | Giraffenaffen 4 – Winterzeit Polydor                   | DE14 (7 Wo.)DE | — | Erstveröffentlichung: 5. November 2015                                                                                              |
| 2016 | Giraffenaffen Gang – Nö mit Ö! Starwatch               | DE88 (1 Wo.)DE | — | Erstveröffentlichung: 21. Juli 2016                                                                                                 |
| 2016 | Giraffenaffen 5 Polydor                                | DE40 (11 Wo.)DE | — | Erstveröffentlichung: 27. Oktober 2016                                                                                              |
| 2019 | Die Giraffenaffen Box Starwatch                        | DE18 (14 Wo.)DE | — | Erstveröffentlichung: 6. Dezember 2019 enthält die Alben 1 bis 5                                                                    |
| 2020 | Giraffenaffen 6 Starwatch                              | DE7 (8 Wo.)DE | — | Erstveröffentlichung: 3. Juli 2020                                                                                                  |
| 2022 | Giraffenaffen 7 – Die große Geburtstagsfeier Starwatch | DE86 (1 Wo.)DE | — | Erstveröffentlichung: 10. Juni 2022                                                                                                 |
| 2023 | Giraffenaffen 8 Starwatch                              | DE62 (1 Wo.)DE | — | Erstveröffentlichung: 15. September 2023                                                                                            |
| 2024 | Die Neue Giraffenaffen Box Starwatch                   | — | — | Erstveröffentlichung: 30. August 2024 enthält die Alben 1 bis 8 Album 2 enthält Lied 12 Drei Chinesen mit dem Kontrabass nicht mehr |
| 2024 | Giraffenaffen 9 – Weltreise Starwatch                  | — | — | Erstveröffentlichung: 18. Oktober 2024                                                                                              |

## Hörspiele
An den Hörspielen von Cally Stronk und Steffen Herzberg sind als Sprecher beteiligt: Lena Meyer-Landrut, Roger Cicero, Annett Louisan, Heinz Rudolf Kunze, Stefan Kaminski u. a.
- Giraffenaffen 1. Wir sind da! Oetinger Media, Hamburg 2013, ISBN 978-3-8373-0731-3.
- Giraffenaffen 2. Die Schatzsuche. Oetinger Media, Hamburg 2013, ISBN 978-3-8373-0748-1.
- Giraffenaffen 3. Die Mondreise. Oetinger Media, Hamburg 2014, ISBN 978-3-8373-0793-1.
- Giraffenaffen 4. Die Riesenspur. Oetinger Media, Hamburg 2014, ISBN 978-3-8373-0794-8.

Das neunte Album enthält auch ein Hörspiel:
- Giraffenaffen 9 – Weltreise. 2024